# Bathytroctes michaelsarsi
Bathytroctes michaelsarsi é uma espécie de peixe pertencente à família Alepocephalidae.
A autoridade científica da espécie é Koefoed, tendo sido descrita no ano de 1927.

## Portugal
Encontra-se presente em Portugal, onde é uma espécie nativa.

## Descrição
Trata-se de uma espécie marinha. Atinge os 37 cm  de comprimento padrão nos indivíduos do sexo masculino.